# Barbara Kubis
Barbara Krystyna Kubis (ur. 1944 w Stanisławowie) – polska historyk, specjalizująca się w dydaktyce historii i historii Polski XX wieku; nauczyciel akademicki związany z Uniwersytetem Opolskim.

## Życiorys
Urodziła się w 1944 roku w Stanisławowie na Kresach Wschodnich. Po zakończeniu II wojny światowej wraz z rodzicami Janiną i Stanisławem Zawadzkimi zamieszkała w Opolu, gdzie ukończyła Szkołę Podstawową nr 2 przy ul. Katowickiej, a następnie w 1962 roku Liceum Ogólnokształcące TPD nr 11 przy Placu Staszica. Po pomyślnie zdanym egzaminie maturalnym podjęła studia historyczne w opolskiej Wyższej Szkole Pedagogicznej, które ukończyła w 1967 roku, zdobywając tytuł magistra historii na podstawie pracy z zakresu etnografii pt. Strój opolski w XVI–XVIII w świetle epitafiów, napisanej pod kierunkiem doc. Adolfa Nasza. Zalążki pracy zawodowej wiąże ze Szkołą Podstawową nr 21 w Opolu. W latach 1968–1985 pracowała w Publicznej Szkole Podstawowej nr 11 w Opolu, pełniąc m.in. funkcję zastępcy dyrektora tej placówki. W międzyczasie w 1984 roku uzyskała II Stopień Specjalizacji Zawodowej w zakresie nauczania historii.
Od 1985 roku jest zatrudniona w Instytucie Historii WSP w Opolu (od 1994 roku Uniwersytetu Opolskiego). W 1989 roku otrzymała tytuł naukowy doktora nauk historycznych na podstawie pracy pt. Przedlekcyjna wiedza historyczna młodzieży szkół podstawowych, napisanej pod kierunkiem prof. dra hab. Adama Suchońskiego. W 2007 roku pomyślnie przeszła przez kolokwium habilitacyjne i po przedstawieniu rozprawy nt. Poznawcze i kształcące walory literatury dokumentu osobistego (na przykładzie relacji Polaków wysiedlonych z Kresów Wschodnich oraz Niemców wysiedlonych ze Śląska w latach 1944-1946), Rada Wydziału Historyczno-Pedagogicznego Uniwersytetu Opolskiego 15 listopada nadała jej stopień naukowy doktora habilitowanego nauk humanistycznych. Od 2008 pełni funkcję kierownika Zakładu Dydaktyki Historii i Wiedzy o Społeczeństwie Instytutu Historii UO z tytułem profesora nadzwyczajnego.

## Publikacje
- Losy Polaków wysiedlonych z Kresów Wschodnich II RP. Przyjazd na Ziemie Zachodnie (1944-1945) w zapisach wspomnieniowych 40 lat później, Opole 2011 (wybór, wstęp, opracowanie; konsultacja w zakresie historii wojskowości dr Aleksander Woźny)
- Zrozumieć historię. Praca ze źródłem. Poradnik dla nauczyciela, Warszawa 2011 (współautorstwo z dr Teresą Maresz)
- Z Żywca do Opola. Góral z urodzenia, opolanin z wyboru. Księga jubileuszowa poświęcona profesorowi Adamowi Suchońskiemu z okazji pięćdziesięciopięciolecia pracy dla środowiska naukowego i pięćdziesięciolecia działalności dla miasta Opola, Opole 2011 (red. nauk.)
- Wrzesień-październik 1939 rok. Dwufrontowa wojna polska, Opole 2009 (red. nauk. z drem Aleksandrem Woźnym)
- Wypędzenie Polaków z Kresów Wschodnich. Przyjazd na Śląsk (1944-1946) w zapisach wspomnieniowych 40 lat później, Opole 2009 (wybór, wstęp, opracowanie; konsultacja w zakresie historii wojskowości dr Aleksander Woźny)
- Od niewoli do niepodległości: wybrane zagadnienia z dziejów Polski w zapisie wspomnieniowym, Toruń 2008
- Poznawcze i kształcące walory literatury dokumentu osobistego (na przykładzie relacji Polaków wysiedlonych z Kresów Wschodnich oraz Niemców wysiedlonych ze Śląska w latach 1944-1946), Opole 2007
- Spotkania z historią. Atlas z komentarzami źródłowymi dla gimnazjum, Warszawa 2007 (współautorstwo z dr Teresą Maresz i mgr Elżbietą Olczak)
- Losy ludności żydowskiej na ziemiach polskich w latach 1918-1945 w świetle literatury autobiograficznej. "Świat patrzył obojętnie". Zapomniane dowody zagłady Żydów, Toruń 2005
- 63 dni nadziei i poświęcenia : Powstanie Warszawskie w literaturze wspomnieniowej, Toruń 2004
- Historia w pamiętnikach zapisana. Wybrane zagadnienia, Opole 2003
- Edukacja historyczna a współczesność. Księga jubileuszowa dedykowana Profesorowi dr hab. Adamowi Suchońskiemu w czterdziestolecie pracy dydaktycznej i naukowej oraz z okazji siedemdziesiątych urodzin, Opole 2002 (red. nauk.)